# جمال دملج
جمال دملج، (بالفرنسية: Jamal Demloj)‏ شاعر وكاتب صحافي لبناني من مواليد مدينة طرابلس في شمال لبنان يوم التاسع عشر من شهر أيار (مايو) عام 1960 ويعمل في مجال الصحافة المقروءة والمرئية والمسموعة منذ عام 1977.

## السيرة الشخصية
بدأ جمال دملج حياته المهنية في ميدان الصحافة المقروءة مع جريدة السفير اليومية اللبنانية عام 1977، قبل أن يهاجر من لبنان عام 1981، ليدخل لاحقاً في مجال العمل التلفزيوني اعتباراً من عام 1991، حيث عمل بصفة مراسل ميداني لدى محطات تلفزيونية عدة، بينها مركز تلفزيون الشرق الأوسط، هيئة الإذاعة البريطانية، قناة الجزيرة الفضائية، قناة أبو ظبي، وقناة العربية، وشارك في تغطية العديد من الأحداث الساخنة في دول مختلفة في العالم، مثل قبرص، يوغسلافيا، روسيا، الشيشان، أفغانستان، الصومال، باكستان، العراق، وكوبا.
عام 2007، عمل جمال دملج بصفة مدير قسم الأخبار في قناة «صانعو القرار» في مدينة دبي للإعلام وقام باعداد برنامج «المسائي» اليومي التحليلي وبرنامجيْ «من الشرق» و«القرار الإعلامي» الأسبوعييْن اللذين دارا في فلك الدعوة إلى إقامة منظومة إعلامية عربية نزيهة ومستقلّة عن المنظومة الإعلامية الغربية. كما تولى منصب مدير الأخبار في تلفزيون أورينت في دبي لفترة وجيزة بين شهر أيار 2010 وكانون الثاني 2011. وفي عام 2013، ولدى عودته إلى لبنان بعد رحلة اغتراب استغرقت 32 عاماً، أصدر كتاباً يحكي فيه عن مسيرته المهنية تحت عنوان «أصنام صاحبة الجلالة».

## مؤلفاته
- «أصنام صاحبة الجلالة»، 2013
- «مرابع عشق»، 2014 (ديوان شعر)
- «البوتينية - أسس العقيدة السياسية الروسية الحديثة»، 2015